# Anderson Herzer
Anderson Bigode Herzer (Rolândia, 10 de junio de 1962-São Paulo, 10 de agosto de 1982) fue un escritor y poeta brasileño. Ex-interno de FEBEM, su vida y versos fueron publicados en el libro A Queda para o Alto (Editora Vozes, con la aprobación explícita de Leonardo Boff, entre otros). El contenido inspiró la película Vera.

## Biografía
Herzer tenía solo cuatro años cuando su padre fue asesinado. Su madre, prostituta, no le proporcionó un modelo positivo, dejándolo huérfano en la primera infancia. Con respecto a su identidad de género, inicialmente se identificó como homosexual, pero luego se afirmó como transexual. Desde temprana edad, según indican registros escolares, se involucró en peleas en la escuela y comenzó a consumir alcohol. Más tarde, se volvió adicto a drogas recreativas, lo que lo llevó a ingresar a la antigua Fundación Estatal para el Bienestar del Menor (FEBEM), donde adoptó el nombre de Anderson Bigode Herzer a los 14 años. Permaneció como interno allí hasta los 17, cuando el diputado estatal Eduardo Suplicy, conmovido por sus poemas y su historia, actuó como su protector y le brindó la oportunidad de trabajar en su oficina y llevar una vida libre fuera de los muros de la institución.
Sin embargo, a pesar de la ayuda recibida y aún sufriendo profundas heridas emocionales, Herzer se suicidó al arrojarse desde el Viaduto 23 de Mayo, ubicado en el centro de la ciudad de São Paulo. A pesar de recibir los primeros auxilios en vida, murió a causa de las graves heridas.